# Атрибуция (авторское право)

Иконка Creative Commons для Attribution

Атрибуция (англ. attribution), атрибутирование в авторском праве — извещение об авторстве или указание автора произведения, которое используется или показывается в другом произведении. Атрибуция требуется большинством копирайт- и копилефт лицензий, таких как GNU FDL и лицензий Creative Commons.
Атрибуция часто рассматривается как основное требование лицензии, так как она позволяет автору накапливать положительную репутацию, что можно рассматривать как частичную компенсацию его расходов на создание данного произведения. Атрибуция широко рассматривается как знак порядочности и уважения по отношению к авторству.
Необходимость атрибуции может быть неудобством в случае с произведениями, прямо или косвенно основанными на большом количестве других произведений. Так, исходная версия лицензии BSD требовала, чтобы все рекламные материалы упоминали Университет Калифорнии; другие пользователи лицензии добавляли свои имена и названия; в результате в одном произведении накапливались десятки различных требований об упоминании.